# Ohio County (Indiana)
Ohio County is een county in de Amerikaanse staat Indiana.
De county heeft een landoppervlakte van 223 km² en telt 6.128 inwoners (volkstelling 2010). De hoofdplaats is Rising Sun. Ohio County is de kleinste county van de staat Indiana. 

## Bevolkingsontwikkeling

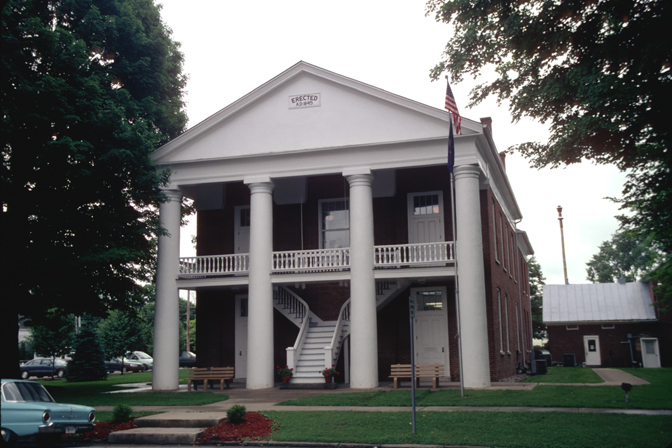
Ohio County Courthouse